# Алвару Куньял
А́лвару Баррейрі́ньяш Кунья́л (порт. Álvaro Barreirinhas Cunhal; нар. 10 листопада 1913, Коїмбра — помер 13 червня 2005, Лісабон) — португальський політичний діяч, письменник, один з основних опозиціонерів до диктаторського режиму Нової держави. Все своє життя присвятив комуністичній ідеї. Протягом 31 року очолював Комуністичну партію Португалії, будучи її 2-м генеральним секретарем з 1961 по 1992 рік.

## Біографія

### Юні роки
Алвару Куньял народився в Коїмбрі (муніципальна громада Се-Нова), син Авеліну Енрікеша да Кошти Куньяла, юриста, лібераліста і республіканця, за походженням з Сеї, і Мерседеш Феррейри Сімойш Баррейріньяш Куньял, переконаної католички.
Дитинство Алвару пройшло в Сеї, де він почав ходити до початкової школи. Проте навчання в початковій школі Сеї тривало не довго — батько забрав його зі школи, сказавши, що «не хоче, щоб його дитина навчалася в школі з авторитарною вчителької-дівчинкою з п'ятьма очима».
У віці 11 років Алвару разом з сім'єю переїхали до Лісабона, де здобув середню освіту в Ліцеї Камоенса. Згодом всупив на юридичний факультет Лісабонського університету, де і розпочав свою революційну діяльність.
У 1931 році, у віці сімнадцяти років, вступає в ряди Комуністичної партії Португалії (PCP), а також стає членом Ліги друзів Радянського Союзу (порт. Liga dos Amigos da URSS).
У 1934 році був обраний представником студентів у сенаті Лісабонського університету.
У 1935 році був обраний генеральним секретарем Федерації комуністичної молоді (порт. Federação das Juventudes Comunistas).
У 1935 році, після візиту до Радянського Союзу, був обраний до Центрального Комітету Комуністичної партії Португалії.
Протягом декади 1930-х років Алвару Куньял працював у різних газетах і журналах, таких як Seara Nova, O Diabo, а також у підпільних виданнях Комуністичної партії Португалії — Avante і O Militante, де опублікував різні статті про політичну й ідеологічну інтервенцію.
У 1940 році Алвару Куньял у супроводі поліції представив свою тезу (дипломну роботу) на юридичному факультеті. Темою цієї роботи стала Легалізації абортів, — дуже малозвичайне питання для тих часів. Не зважаючи на досить несприятливі політичні умови, а в католицькій Португалії часів диктатури аборти були заборонені, Алвару Куньял отримав класифікацію у 16 балів (з максимально можливих 20-ти).

### ОпозиціяНовій державі

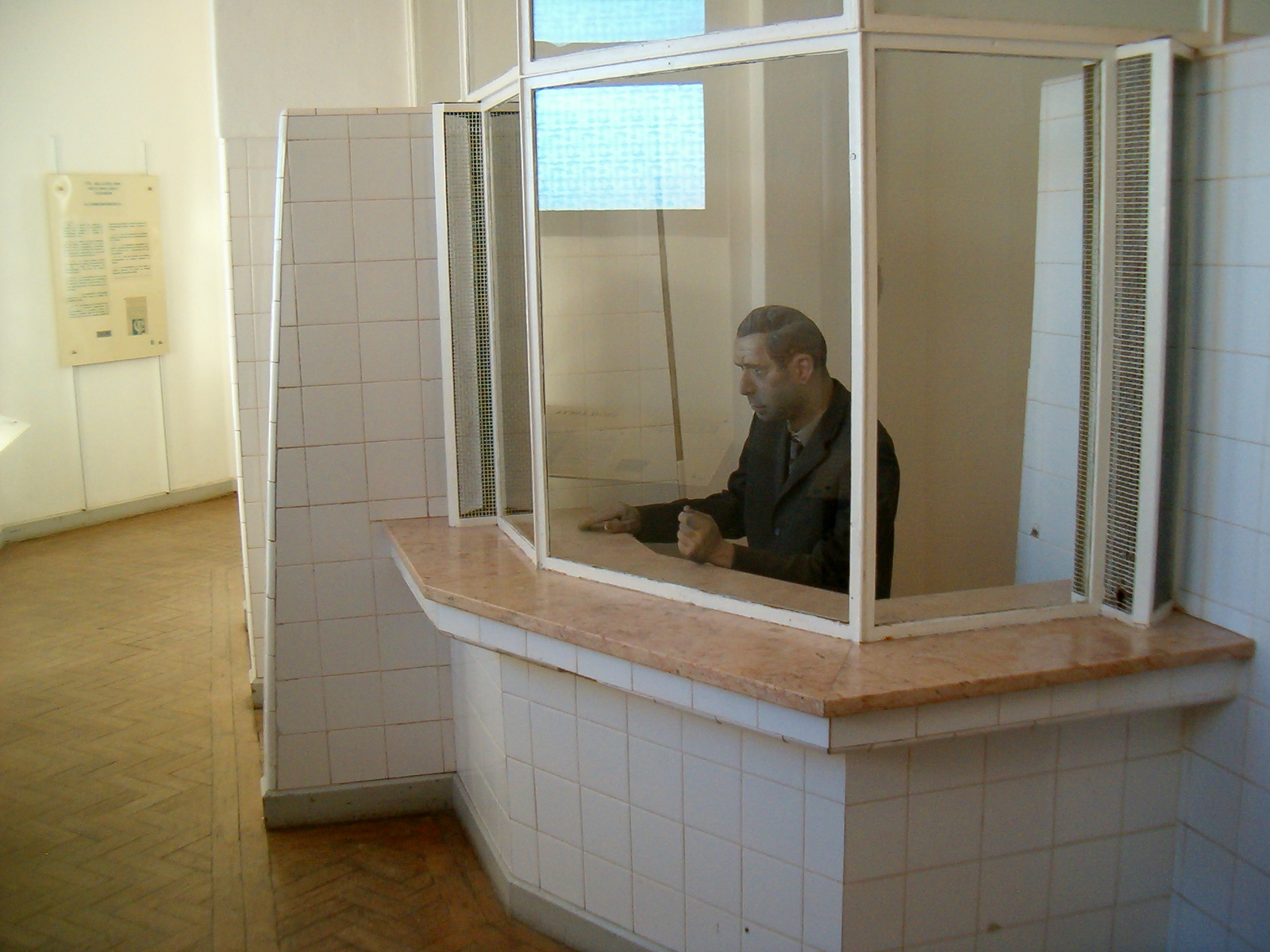
Фрагмент реставрації у в'язниці Пеніша (для політичних в'язнів) часів диктаторського режиму Салазара — місце останнього ув'язнення Куньяла, звідки він втік у 1960 р.

За свої комуністичні погляди і їх непохитність, а також за опозицію режиму Нової держави, був ув'язнений у 1937, 1940 і 1949—1960 роках, — на загал «відсидів» 13 років, 8 з яких провів у повній ізоляції. 3 січня 1960 року, Алвару Куньял разом з іншими товаришами (усі були видатними членами Комуністичної партії Португалії), реалізували знамениту втечу з Пеніша, яка стала можливою завдяки ретельному плануванню і чіткій координації між зовнішньою та внутрішньою сторонами в'язниці.
Подальше перебування в Португалії Алвару Куньяла загрожувало його свободі, тому у 1962 році Комуністична партія Португалії посилає його за кордон, спочатку до Москви, а потім до Парижа.
Замінивши Бенту Антоніу Гонсалвіша, займав посаду генерального секретаря Комуністичної партії Португалії з 1961 по 1992 рік, коли новим головою партії став Карлуш Карвальяш.
У 1968 році Алвару Куньял головував на Конференції комуністичних партій Західної Європи, що свідчить про його впливовість і визнання, які вже тоді мав у міжнародному комуністичному русі. Під час цієї зустрічі виступив одним із найрішучіших прихильників вторгнення у на той час Чехословаччину танків країн-членів Варшавського договору, що відбулося у тому ж році.

### ПісляРеволюції гвоздик

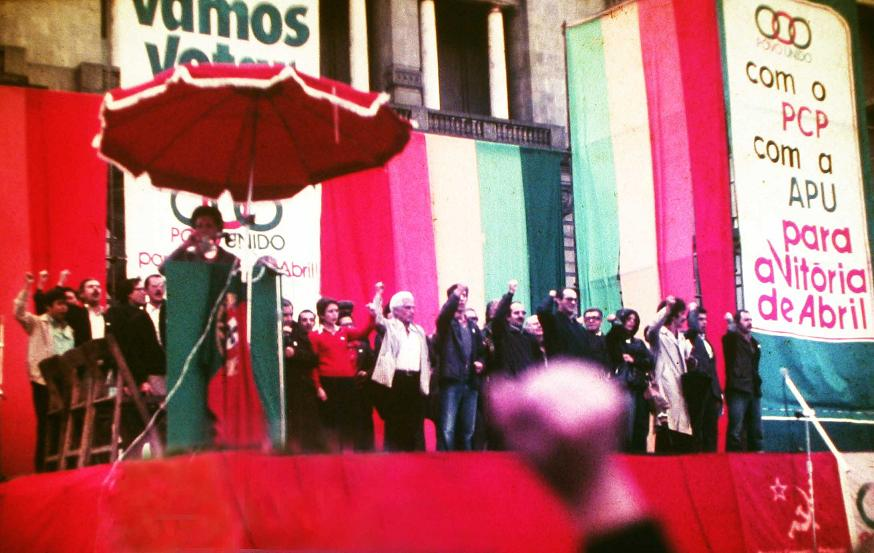
Алвару Куньял на мітингу Комуністичної партії Португалії в Порту, вересень 1980 р.

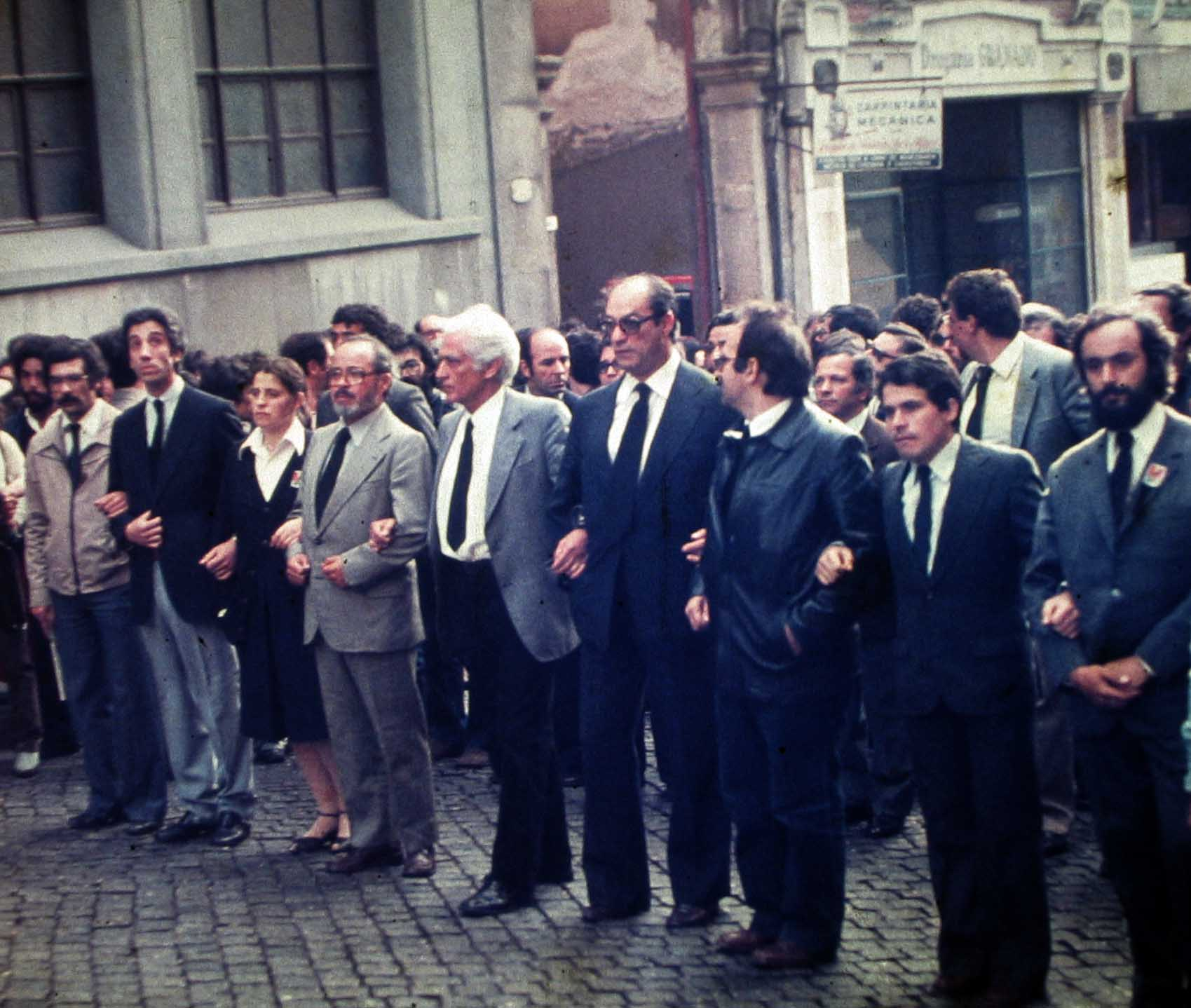
Алвару Куньял разом з іншими керівниками партії в Порту, 5 травня 1982 р., на похороні двох робочих-антифашистів застрілених спецназівцями поліції напередодні 1 травня

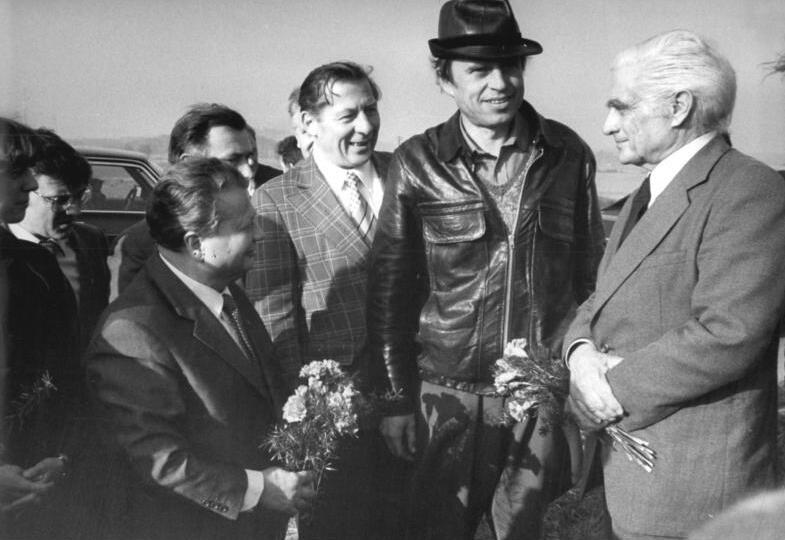
Алвару Куньял під час візиту до Німецької Демократичної Республіки, 22 жовтня 1982 р.

Повернувся до Португалії за кілька днів після революційних подій 25 квітня 1974 року.
Був міністром I, II, III та IV тимчасових у післяреволюційних період урядів, а також депутатом Асамблеї Республіки з 1975 по 1992 рік.
З 1982 року і протягом 10 років був членом Державної Ради, залишивши цю посаду, коли склав повноваження генерального секретаря КПП у 1992 році.
Крім керівництва партією, писав романи і був художником. Писав під псевдонімом Мануел Тьяґу (Manuel Tiago), в якому «зізнався» лише в 1995 році. Картини Куньяла неодноразово виставлялись не тільки в Португалії, а й за кордоном.
В останні роки життя хворів на глаукому, в результаті чого став сліпим.
Помер 13 червня 2005 року, у Лісабоні, у віці 91 року. Одним з перших в Португалії після смерті Куньяла відгукнувся колишній президент Республіки соціаліст Маріу Суаріш, який назвав Куньяла «великим борцем з фашизмом, все життя якого заслуговує захоплення». Соареш також заявив, що лідер португальських комуністів зіграв видатну роль у процесі переходу Португалії від диктатури до демократії. На похорон Алвару Куньяла, що відбувся 15 червня, прийшло близько 250 тис. чоловік. За його ж бажанням, тіло було кремовано.
Залишив після себе дочку, Ану Куньял, яка народилася 25 грудня 1960 року від Ізаури Марії Морейри.
У пам'яті багатьох Алвару Куньял залишився революціонером, який ніколи не зрадив своїм ідеалам.

## Праці й літературна творчість
- Obras escolhidas (укр. Вибрані праці). Лісабон, видавництво «Avante!», том I (1935—1947), 2007. ISBN 978-972-550-321-8. Див. текст передмови, яку написав Франсішку Мелу. (порт.)
- O Aborto: Causas e Soluções (укр. Аборт: причини і рішення)[7]. Порту, видавництво «Campo das Letras», 1997.
- Rumo à Vitória: As Tarefas do Partido na Revolução Democrática e Nacional (укр. Курс на перемогу: завдання партії під час національно-демократичної революції)[8], видавництво «Avante!», 1964.
- A Questão Agrária em Portugal (укр. Аграрне питання в Португалії). Ріо-де-Жанейро, видавництво «Civilização Brasileira»[9], 1968.
- O Radicalismo Pequeno-Burguês de Fachada Socialista (укр. Радикалізм дрібної буржуазії як маска соціалістів), Лісабон, видавництво «Avante!»[10], 1974.
- A Revolução Portuguesa: O Passado e o Futuro (укр. Португальська Революція: минуле і майбутнє). Лісабон, видавництво «Avante!»[11], 1976.
- As Lutas de Classes em Portugal nos Fins da Idade Média (укр. Класова боротьба в Португалії у часи пізнього Середньовіччя). Лісабон, видавництво «Estampa», 2-ге видання, перероблене і доповнене, 1980.
- O Partido com Paredes de Vidro (укр. Партія зі скляними стінами). Лісабон, видавництво «Avante!», 1985.
- Discursos Políticos (укр. Політичні промови), у 22 томах, з 1974 по 1987 рік.
- Acção Revolucionária, Capitulações e Aventura (укр. Революційна дія, капітуляції і пригоди). Лісабон, видавництво «Avante!», 1994.
- A Arte, o Artista e a Sociedade (укр. Мистецтво, митець і суспільство), Лісабон, видавництво «Caminho», 1996. ISBN 972-21-1068-3.
- A Verdade e a Mentira na Revolução de Abril: A Contra-Revolução Confessa-se (укр. Правда і брехня квітневої революції: зізнання контр-революції). Лісабон, видавництво «Avante!», 1999.

Алвару Куньял написав багато романів і оповідань під псевдонімом Мануела Тьягу. Серед його найвідоміших літературних праць виділяють:
- Até Amanhã, Camaradas (укр. До побачення, товариші). Лісабон, видавництво «Avante!»[12].
- Cinco Dias, Cinco Noites (укр. П'ять днів, п'ять ночей). Лісабон, видавництво «Avante!»[13]
- A Estrela de Seis Pontas (укр. Шестикутна зірка). Лісабон, видавництво «Avante!»
- A Casa de Eulália (укр. Будинок Еулалії). Лісабон, видавництво «Avante!»
- Fronteiras (укр. Кордони). Лісабон, видавництво «Avante!», 1998.
- Um Risco na Areia (укр. Риска на піску). Лісабон, видавництво «Avante!», 2000.
- Sala 3 e Outros Contos (укр. Зала 3 і інші розповіді). Лісабон, видавництво «Avante!», 2001.
- Os Corrécios e Outros Contos. Лісабон, видавництво «Avante!», 2002.
- Lutas e vidas: Um Conto (укр. Боротьба і життя: розповідь). Лісабон, видавництво «Avante!», 2003.

Як художник, був автором обкладинок деяких книжок, зокрема першого видання Esteiros за авторства Соейру Перейри Гомеша. Видав також власну збірку Desenhos da Prisão — I і II (укр. Тюремні малюнки), Лісабон, видавництво «Avante!».
Як перекладач, Алвару Куньял відзначився завдяки перекладу відомої праці Вільяма Шекспіра Король Лір, Лісабон, видавництво «Caminho», 2002 (1-е видання цієї версії). ISBN 972-21-1485-9. Перша публікація цього перекладу була частиною тому збірки
Праці Шекспіра, містила п'єси Ромео і Джульєта, за перекладом Луїша Соузи Ребелу, і Сон у літню ніч, за перекладом Марії да Саудаде Кортезау. Власне переклад Алвару Куньял зробив, перебуваючи у лісабонській в'язниці
з 1953 по 1955 рік. У цей час Алвару Куньял використовував псевдонім Марія Мануела Серпа (порт. Maria Manuela Serpa).

## Праці в інтернеті
- O Partido Comunista: da «reorganização» dos anos 40 ao 25 de Abril [Архівовано 11 лютого 2009 у Wayback Machine.] (укр. Комуністична партія: від «реорганізації» в 1940-х до 25 квітня) (1992)
- O comunismo hoje e amanhã (укр. Комунізм сьогодні і завтра) (1993)
- A Revolução de Abril 20 anos depois [Архівовано 18 липня 2021 у Wayback Machine.] (укр. Через 20 років після Квітневої революції) (1994)
- As 6 características fundamentais de um partido comunista [Архівовано 6 березня 2021 у Wayback Machine.] (укр. Шість основних характеристик комуністичної партії) (2001)